# Гирлове обладнання

Бурова установка: 1 — талева система; 2 — вежа; 3 — вертлюг; 4,5 — обсадні та бурильні труби; 6 — долото.

Гирлове обладнання (рос. устьевое оборудование; англ. submersible (subsea) well head equipment, нім. submarine Bohrlochkopfausrüstung f, Unterwasser–Sondenkopfausrüstung f) — комплекс технічних засобів для герметизації і підвішування обсадних колон та пристроїв при експлуатації нафтових і газових свердловин.

## Загальний опис
За конструктивіними особливостями розрізняють гирлове обладнання для наземних і підводних свердловин.
Гирлове обладнання поставляється заводами. Фонтанну арматуру поставляють у зібраному вигляді. Арматуру вибирають залежно від максимального тиску, очікуваного на гирлі свердловини.
Після закінчення буріння свердловини, спуску експлуатаційної колони і її цементування, верхні частини обсадних колон (кондуктора, проміжної та експлуатаційної) з'єднуються за допомогою колонної головки.
Для випробування продуктивних горизонтів та забезпечення подальшої їх експлуатації без ускладнень обв'язка колон на гирлі повинна забезпечувати:
1. герметизацію, контроль тиску і можливість заповнення промивною рідиною заколонного простору;
2. жорстке з'єднання верхньої (гирлової) частини експлуатаційної колони з іншими колонами, спущеними у свердловину раніше;
3. можливість фіксування деяких величин натягу експлуатаційної колони;
4. відновлювати порушену герметизацію міжколонного кільцевого про- стору шляхом нагнітання спеціальних паст або самотвердіючих пластиків.
Колонні головки встановлюються на всіх свердловинах незалежно від способу їх експлуатації.
Для нафтових, газових і газоконденсатних свердловин вибір типу колоної головки залежить від пластового тиску.

## Обладнання гирла газової свердловини
Обладнання гирла газової свердловини призначене для з'єднання верхніх кінців обсадних колон і фонтанних труб, герметизації міжтрубного простору і з'єднань між елементами обладнання, здійснення заходів з контролю і регулювання технологічного режиму експлуатації свердловин.
Обладнання гирла газової свердловини складається з трьох частин: — колонної головки; — трубної головки; — фонтанної ялинки.
Колонна головка з'єднує верхні кінці кондуктора і експлуатаційної колони, герметизує міжтрубний простір, служить опорою трубної головки з фонтанною ялинкою.
Трубна головка служить для підвішування фонтанних труб і герметизації міжтрубного простору між експлуатаційною колоною і фонтанними трубами. На трубну головку безпосередньо встановлюють фонтану ялинку хрестового або трійникового типу.
Фонтанна ялинка монтується вище верхнього фланця трубної головки. Вона призначена для: — освоєння свердловини; — закриття свердловини; — контролю і регулювання технологічного режиму роботи свердловини.
Основний елемент фонтанної ялинки хрестового типу — хрестовина, а трійникової ялинки — трійник. На фонтанній ялинці монтуються штуцери, термометри, установки для введення інгібітору гідратоутворення і корозії, гирловий клапан-відсікач.
Гирловий клапан-відсікач призначений для автоматичного перекриття вихідний лінії від свердловини (шлейфа) при аварійному підвищенні тиску до нього або зниженні тиску після нього (у шлейфі).
Фонтанна ялинка хрестового типу має невелику висоту, зручна в обслуговуванні. Застосовується в разі, якщо в потоці газу відсутні тверді суспензії, газоподібні або рідкі корозійні агенти, здатні викликати корозію хрестовини і тим самим вивести свердловину з експлуатації.
Фонтанна ялинка (арматура) трійникового типу має два трійники. Верхній — робочий, нижній — резервний. Нижній трійник використовується лише під час ремонту або заміни верхнього трійника. Фонтанна арматура трійникового типу має більшу висоту (до 5 м від земної поверхні), незручна в обслуговуванні. Вона застосовується в особливо складних умовах експлуатації свердловини — при наявності твердих суспензій у потоці газу, що викликають абразивне зношення обладнання, газоподібних або рідких корозійних агентів (вуглекислий газ, сірководень, пропіонова, масляна або інші кислоти жирного ряду), при різких коливаннях тиску і температури.
Фонтанна арматура випускається на робочий тиск 4; 7,5; 12,5; 20; 30; 35; 70 і 100 МПа. Внутрішній діаметр фонтанної арматури (63 або 100 мм) вибирають залежно від дебіту свердловини і тиску газу. Збільшення дебіту свердловини призводить до збільшення діаметра експлуатаційної колони, а, отже, діаметра фонтанної арматури.
Під час монтажу фонтанної арматури слід звертати увагу на ретельність кріплення з'єднань і особливо з'єднань трубної головки, так як при її ремонті або заміні необхіднак зупинка і глушіння свердловини. Крім того, несправність арматури може призвести до відкритого фонтанування. Робочий і статичний тиск у свердловині визначають за манометром, змонтованим на буфері, а тиск у затрубному просторі — за манометром на одному з відводів хрестовини трубної головки.
Для регулювання режиму роботи свердловини на викидних лініях після засувок встановлюють штуцери — насадки з відносно невеликим прохідним перетином. Конструктивно штуцери поділяються на два типи — з нерегульованим і регульованим перетинами. Штуцери першого типу прості за конструкцією. У промислових умовах їх виготовляють із сталевого патрубка, якому надається форма зрізаного конуса. Такий штуцер можна швидко уставити в відповідне гніздо, де він міцно закріплюється під дією одностороннього тиску газу. Діаметр отвору в штуцері може бути від 2,3 до 20 мм і більшим. Чим менший отвір, тим більший опір створює штуцер на шляху руху газу, тим вищим буде буферний і вибійний тиск свердловини і тим менший, відповідно, її дебіт.
У зв'язку з широким розповсюдженням групової системи збору газу розташування штуцера і місце введення метанолу з ялинки переносять на групову установку. У цьому випадку полегшуються спостереження за станом штуцера та його заміна.